# Emanuel Moravec
Emanuel Moravec (17 aprile 1893 – 5 maggio 1945) è stato un ufficiale e scrittore ceco.
Prestò servizio come ministro collaborazionista dell'educazione del protettorato di Boemia e Moravia tra il 1942 e il 1945. Era anche presidente del Consiglio di fondazione per l'educazione della gioventù, un'organizzazione giovanile fascista all'interno del protettorato.
Nella prima guerra mondiale, Moravec prestò servizio nell'esercito austro-ungarico, ma dopo la cattura da parte dei russi cambiò schieramento per unirsi alle forze serbe sostenute dalla Russia e poi alla Legione cecoslovacca, che continuò a combattere a fianco dell'Esercito Bianco nella Guerra civile russa. Durante il periodo tra le due guerre fu al comando di un battaglione di fanteria nell'esercito cecoslovacco. Come sostenitore della democrazia durante gli anni '30, Moravec fu schietto nei suoi avvertimenti sui piani espansionistici della Germania sotto Adolf Hitler e fece un appello a favore dell'intervento militare piuttosto che capitolare alle richieste tedesche per i Sudeti. All'indomani dell'occupazione tedesca della Cecoslovacchia, Moravec divenne un collaboratore entusiasta, riallineando la sua visione politica del mondo verso il fascismo. Si suicidò negli ultimi giorni della seconda guerra mondiale.
A differenza di altri funzionari del breve governo di protettorato, le cui reputazioni furono riabilitate del tutto o almeno in parte dopo la guerra, quella di Moravec non sopravvisse al suo mandato, in quanto egli fu ampiamente deriso come un "Quisling (ovvero un traditore, un collaborazionista) ceco".

## Infanzia e formazione
Emanuel Moravec nacque a Praga, figlio di una modesta famiglia di mercanti originaria di Kutná Hora. Dopo aver conseguito il diploma in una scuola professionale, trovò lavoro come impiegato presso un'azienda di Praga. Allo scoppio della prima guerra mondiale, Moravec fu arruolato nell'esercito austro-ungarico e inviato con la sua unità sul fronte dei Carpazi.
La Legione Cecoslovacca, un'unità di volontari composta da emigrati Cechi e Slovacchi, oltre che da disertori dell'esercito austro-ungarico, era stata fondata nel 1917 per sostenere gli Alleati; fu poi coinvolta nella guerra civile russa, dove combatté dalla parte dei russi bianchi. Nel corso dei due anni successivi, Moravec continuò a combattere con la Legione in Russia.

## Carriera

### Prima Repubblica Cecoslovacca
Moravec tornò in una Cecoslovacchia nuovamente indipendente alla fine della prima guerra mondiale con il grado legionario di capitano. Fu ammesso alla Scuola di Guerra di Praga e, dopo la laurea, fu nominato maggiore dell'esercito cecoslovacco. Alla fine assunse il comando del 1º battaglione da campo del 21º reggimento di fanteria a Znojmo. Contemporaneamente alla sua carriera militare, Moravec offrì il suo contributo a giornali e riviste (tra cui Lidové noviny) riguardo a questioni politiche e militari. Scrivendo sotto lo pseudonimo di Stanislav Yester, vinse il Premio Baťa per il giornalismo.
Nel 1931 Moravec fu nominato istruttore presso la Scuola di Guerra e promosso colonnello. Nei suoi scritti, egli esprimeva sempre più enfasi riguardo alle ambizioni della Germania nazista. Chiese alla Cecoslovacchia di formare un'alleanza con la Polonia e l'Italia contro quella che vedeva come una crescente minaccia tedesca e finì per essere considerato uno dei principali strateghi geopolitici della Cecoslovacchia e attirò l'attenzione del presidente Tomáš Garrigue Masaryk. Moravec scrisse la prefazione a un'edizione stampata di uno dei discorsi di Masaryk all'esercito cecoslovacco. In essa, Moravec espresse il suo sostegno alla creazione dello stato democratico della Cecoslovacchia uscito dalla prima guerra mondiale, così come la sua fedeltà personale a Masaryk:
Quando Masaryk morì nel 1935, Moravec fu uno dei portatori della bara al suo funerale. Nel 1938 Moravec avvertì che "se la Cecoslovacchia dovesse cadere, la Francia si troverebbe politicamente alla periferia europea". Moravec sosteneva che il punto di immissione del bacino del Danubio fosse sorvegliato da quella che definì la "fortezza della Boemia" - la barriera terrestre che segnava il confine naturale tra l'Europa orientale e quella occidentale. Se uno stato avesse preso la Cecoslovacchia, avrebbe dunque controllato il punto di immissione del bacino del Danubio e sarebbe stato libero di colpire facilmente la Francia o la Polonia. Sebbene fosse preoccupato dagli obiettivi politici e militari tedeschi, Moravec generalmente respingeva alcuni degli aspetti più estremi del pensiero antitedesco, adottando un approccio cautamente ricettivo verso la tesi di Emanuel Rádl che postulava l'esistenza di un razzismo ceco irrazionale nei confronti dei tedeschi.

#### Accordo di Monaco
Nel 1938 le richieste tedesche per i Sudeti giunsero a un punto di non ritorno. A settembre, il generale Jan Syrový, fu nominato primo ministro dal presidente Edvard Beneš. In risposta all'ultimatum tedesco, Syrový dichiarò: "ulteriori concessioni da parte nostra non sono più possibili". 42 divisioni cecoslovacche furono mobilitate in preparazione a una prevista invasione tedesca. Entro la fine di settembre, con la Cecoslovacchia abbandonata da Francia e Gran Bretagna, le richieste territoriali accumulate da Polonia e Ungheria, Beneš fece marcia indietro sul rifiuto della Cecoslovacchia di accettare ulteriori richieste tedesche.
Nello stesso periodo, oltre a ricoprire il proprio incarico militare, Moravec prestava servizio come membro del Comitato per la difesa della Repubblica, un gruppo di pressione nazionalista guidato dal figlio dell'ex ministro delle finanze cecoslovacco Alois Rašín. In tale veste cercò di ottenere un incontro con Beneš durante l'ultima settimana di settembre, alla vigilia della ratifica di Monaco. Durante un confronto di due ore con Beneš, Moravec implorò il presidente di dichiarare guerra alla Germania e di non arrendersi alle richieste tedesche, ma le sue suppliche rimasero inascoltate.

### Seconda Repubblica Cecoslovacca
L'accordo di Monaco lasciò Moravec deluso sia dalle democrazie occidentali che dalle abilità diplomatiche di Beneš. Secondo Moravec, degli "apostoli senza coraggio" avevano portato la Cecoslovacchia alla capitolazione. Egli espresse rabbia per l'evocazione degli ideali nazionali da parte del governo nell'annuncio dell'accordo, dichiarando che uno stato che non vuole difendere i propri ideali non dovrebbe vantarsene allo stesso modo in cui "una puttana non ha il diritto di vantarsi del suo onore". Come ulteriore espressione del suo disprezzo per il governo, egli chiese beffardamente un congedo, per potersi arruolare nell'esercito di El Salvador.
Durante il breve periodo della cosiddetta seconda repubblica cecoslovacca, con Praga che cercava attivamente di placare la Germania per evitare ulteriori perdite territoriali, Moravec fu costretto a smettere di insegnare all'accademia militare. Inoltre, il governo gli proibì di scrivere per i giornali, preoccupato che la natura incendiaria e antitedesca dei suoi editoriali potesse essere indebitamente provocatoria.

### Protettorato di Boemia e Moravia

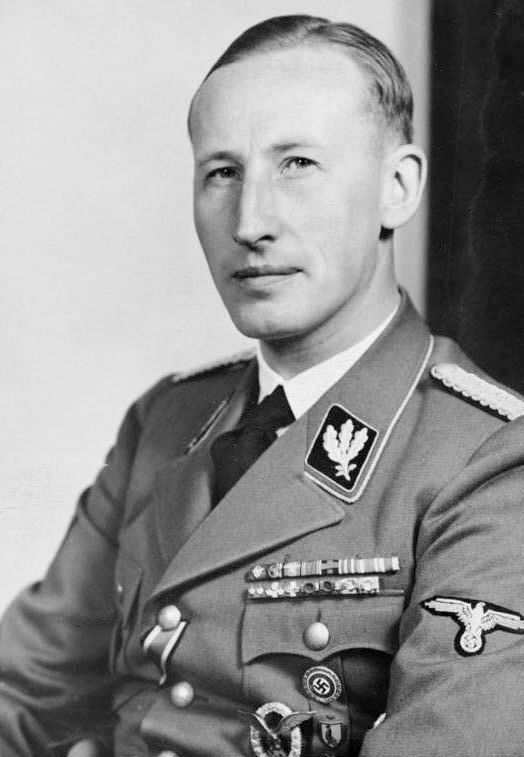
Emanuel Moravec era originariamente il bersaglio di quella che divenne nota come Operazione Anthropoid, ma alla fine fu scelto Reinhard Heydrich (nella foto) come vittima dell'assassinio.

Scrivendo V úloze mouřenína - Československá tragedie 1938, la più popolare delle sue opere, Moravec cercò di conciliare in maniera più completa il suo sostegno ai tedeschi con i suoi precedenti appelli alla resistenza. Incriminò Beneš e l'intelligencija per la sconfitta della Cecoslovacchia e dichiarò che fu la riluttanza dell'élite a confrontarsi militarmente con la Germania a dimostrare il decadimento morale della democrazia, giustificando così alla fine la sua conclusione:
Nel 1941 Moravec aiutò a fondare il Board of Trustees for the Education of Youth, un gruppo giovanile fascista, e vi prestò servizio come presidente. L'anno successivo, Reinhard Heydrich, che nel suo ruolo di vice protettore di Boemia e Moravia nominato a Berlino deteneva la penultima autorità quotidiana nel protettorato, costrinse il presidente Emil Hácha a nominare Moravec ministro dell'istruzione del protettorato. A differenza di altri ministeri del protettorato, al ministero dell'istruzione sotto Moravec fu data una misura di indipendenza (dato che non era tenuto a fare rapporto a un sorvegliante nell'ufficio del protettore del Reich). Come per tutti i ministri del protettorato, la durata del mandato di Moravec per ricoprire l'incarico era a discrezione del Protettore del Reich, come stabilito nel decreto del governo tedesco del 16 marzo 1939.

#### Politiche e iniziative come Ministro dell'Istruzione
Quando Moravec ottenne l'autorità per il ministero dell'istruzione, le università ceche erano state chiuse, i libri di testo scolastici rivisti e più di 1.000 dirigenti studenteschi deportati nel campo di concentramento di Sachsenhausen.
Come nuovo ministro dell'istruzione, Moravec istituì lo studio del tedesco come materia obbligatoria nelle scuole, spiegando che sarebbe diventato una lingua franca dell'Europa: "ogni ceco che desideri eccellere in futuro deve apprendere la lingua tedesca, in modo che gli si aprano opportunità di lavoro in tutti i campi, non solo nel Reich, ma anche in Europa e nel mondo intero... impara(te) il tedesco in modo che la buona reputazione dei cechi possa diffondersi ben oltre le frontiere della Boemia e della Moravia". Egli promosse anche lo studio della cultura ceca come componente storica della cultura germanica. Il Czech Women's Center, originariamente fondato durante la Seconda Repubblica come un gruppo di donne professioniste alla ricerca di una maggiore parità di genere, operava sotto gli auspici di Moravec. Fu su suo suggerimento che il "Center" divenne un importante sostenitore dell'educazione alimentare.
Moravec non si limitò a questioni relative all'educazione. Nel 1943 avanzò una proposta per schierare l'Esercito del Protettorato sul fronte orientale a supporto delle operazioni tedesche.  Hácha discusse della proposta con il ministro del Reich per la Boemia e la Moravia Karl Hermann Frank che alla fine decise di non inoltrarla ad Adolf Hitler. Secondo quanto riferito, Moravec offrì al noto giornalista ceco Ferdinand Peroutka il rilascio dal campo di concentramento di Buchenwald se avesse accettato di scrivere per il quotidiano Lidové noviny, offerta che Peroutka rifiutò.

#### Antisemitismo
Durante il suo mandato come ministro dell'istruzione, Moravec adottò una visione del mondo antisemita che rispecchiava ampiamente quella del partito nazista: sostenendo che la Germania stesse combattendo una guerra per salvare l'umanità dal giudaismo, accusò pubblicamente gli ebrei delle tensioni prebelliche tra l'ex Cecoslovacchia e la Germania. Affermò che "gli interessi del capitalismo ebraico si erano legati agli interessi strategici anglo-francesi e, in modo astuto e del tutto artificiale, avevano intensificato l'odio ceco nei confronti della nazione tedesca fino a uno stato di furia illimitata". Nell'opera Tatsachen und Irrtümer ("Fatti ed errori") Moravec dichiarò che l'annessione delle terre ceche alla Germania avrebbe giovato ai cechi "perché gli ebrei sono stati esclusi dalla nazione tedesca, gli agenti del capitalismo sono stati resi impotenti in Germania".

#### Bersaglio di un assassinio
Nell'inverno 1939-1940, il gruppo di resistenza cecoslovacco noto come i Tre Re tentò di uccidere Moravec con una pacco bomba. Anche il governo cecoslovacco in esilio prese in considerazione l'idea di prendere di mira Moravec per assassinio, ma decise invece di inseguire Heydrich in quella che divenne nota come Operazione Anthropoid. Dopo la morte di Heydrich, Moravec divenne un importante oratore in diverse manifestazioni di massa in ogni parte del Protettorato, che avevano lo scopo di dimostrare l'opposizione dei comuni cittadini cechi all'uccisione di Heydrich.

## Morte
Durante la rivolta di Praga avvenuta tra il 5 e l'8 maggio 1945, Moravec tentò di recarsi in una stazione radio sotto il controllo tedesco nella speranza di poter lanciare un appello alla calma. Quando il veicolo su cui viaggiava finì il carburante, Moravec scese dalla vettura e si sparò alla testa con una pistola, presumibilmente per evitare la cattura. Morì proprio il 5 maggio, quattro giorni prima della liberazione di Praga.

## Vita privata
Moravec era un maestro massone, e ciò gli valse il disprezzo da parte di alcuni membri della comunità fascista ceca pre-protettorato come i Vlajka.
Sia Moravec che il suo segretario privato, Franz Stuchlik, erano appassionati collezionisti di rocce. Dopo la morte di Moravec, la sua collezione fu confiscata dallo stato cecoslovacco e donata al Museo Nazionale. Nel 2015, 107 campioni di minerali della collezione privata di Moravec erano ancora detenuti dal museo.

### Matrimoni
Moravec si sposò tre volte. La sua prima moglie, Helena Georgijevna Beka, che ha incontrato mentre era prigioniero di guerra a Samarcanda, era una parente stretta del famoso bolscevico Aleksej Rykov. Con lei ebbe due figli, Igor (1920-1947) e Jurij (1923-1964). Nel 1932 divorziò e, nell'aprile dello stesso anno, sposò Pavla Szondy, che diede alla luce il terzo figlio di Moravec, Pavel. Anche questo matrimonio finì con la separazione: Moravec e Szondy divorziarono nel 1938. Nel 1942 Moravec sposò Jolana Emmerová, la sua cameriera, che aveva solo sedici anni quando la loro relazione causò la fine del suo precedente matrimonio.

### Figli
Igor combatté sul fronte orientale come volontario con la 3ª divisione SS Panzer Totenkopf. Suo fratello minore, Jurij, prestava servizio nella 137ª divisione di fanteria della Wehrmacht e, a differenza di Igor, segretamente criticava le opinioni politiche di suo padre. Mentre prestava servizio in Francia, Jurij fu colto ubriaco in servizio di guardia e condannato a sei mesi di reclusione e a una retrocessione di un grado. Su richiesta di Emanuel Moravec, Frank si appellò personalmente al capo delle operazioni di OKW, il Generaloberst Alfred Jodl, riguardo alla questione, e la condanna del giovane Moravec fu annullata.
Pavel fu mandato a scuola a Salisburgo dopo l'istituzione del protettorato e morì in un raid aereo nel 1944. Igor fu arrestato e giustiziato (condannato all'impiccagione) alla fine della guerra con l'accusa di omicidio e tradimento. Jurij fu arrestato e condannato a una pena detentiva alla fine della guerra e dopo il rilascio emigrò in Germania Ovest.

## Eredità

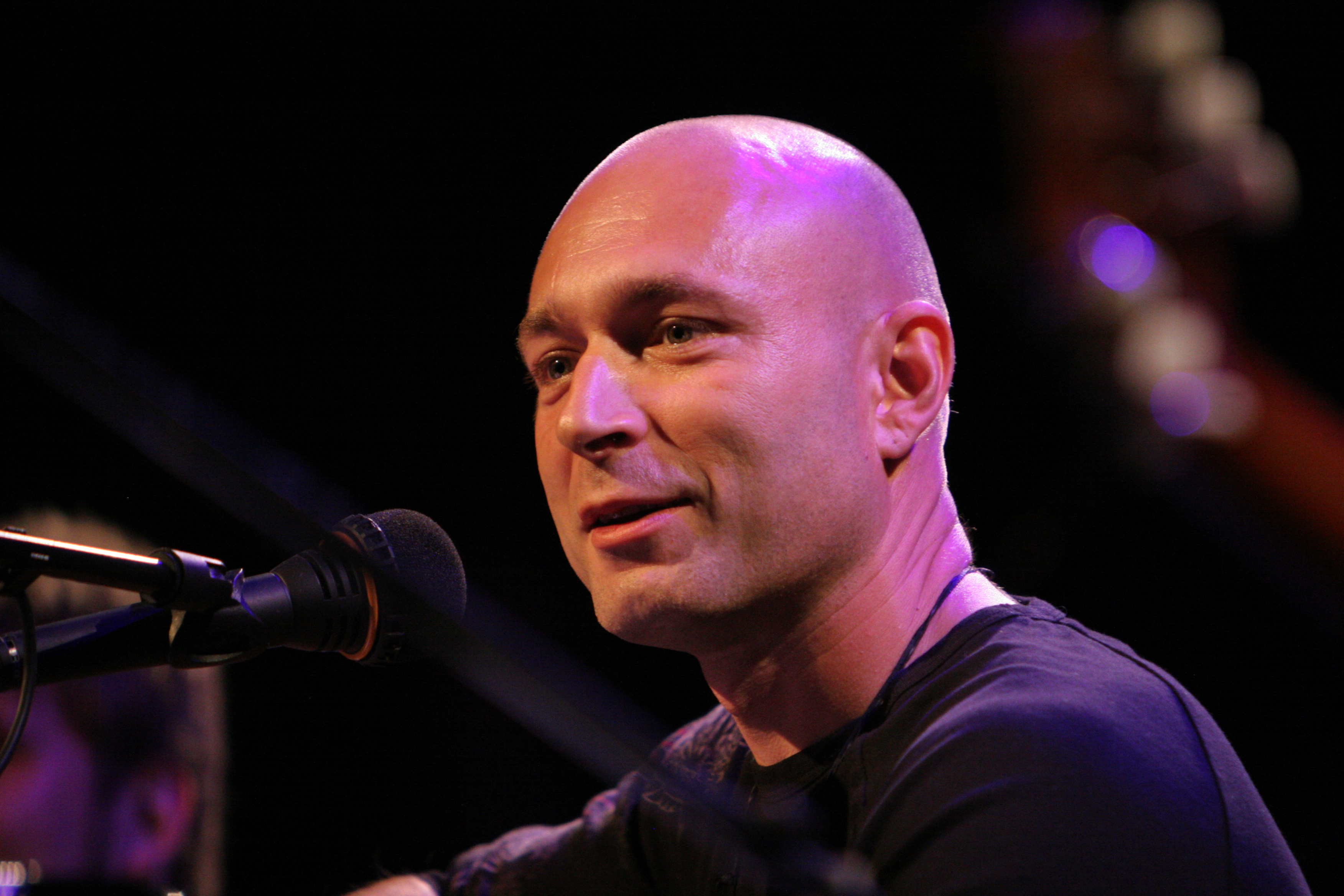
Nella serie televisiva ceca České století, Moravec è interpretato da Daniel Landa (nella foto).

Denunciato dagli Alleati e dal governo ceco in esilio durante la Seconda Guerra Mondiale come un "Quisling (Collaborazionista) ceco", Moravec è stato descritto da John Laughland come "un collaboratore entusiasta" della Germania nazista. Ciò contrasta con le descrizioni di altri funzionari dell'era del protettorato come Hácha, che Laughland chiama "una figura tragica", o Jaroslav Eminger, che in seguito fu completamente esonerato per il suo servizio nel governo del protettorato. Durante la consegna del Premio Gratias Agit 2006, assegnato ogni anno dal Ministero degli Affari Esteri ceco per riconoscere coloro che promuovono la Repubblica Ceca, il ministro degli esteri Cyril Svoboda dichiarò che "... siamo anche il paese di coloro che hanno infangato il nostro buon nome, persone come Emanuel Moravec, Klement Gottwald".
Lo storico ceco Jiří Pernes ha sostenuto che se Moravec fosse morto prima del marzo 1939 sarebbe stato ricordato come un patriota boemo ben visto da tutti; il suo primato prebellico era abbastanza illustre da permettergli di guadagnarsi un posto negli annali della storia.
Nel 1997 Pernes pubblicò una biografia di Moravec. Successivamente fu criticato per il volume che, si supponeva, fosse stato pesantemente copiato da una dissertazione di dottorato sulla vita di Moravec scritta da Josef Vytlačil.
Nel 2013, Daniel Landa ha interpretato Moravec in un episodio della serie televisiva ceca (collocabile nel genere del "dramma storico" o "historical drama")  České století (secolo ceco ), intitolato "Den po Mnichovu (1938)" ("Il giorno dopo Monaco"). L'episodio è incentrato sulla feroce opposizione di Moravec alla capitolazione del presidente Beneš nei confronti delle forze d'invasione tedesche, e termina con la loro discussione faccia a faccia. Una scena a metà dei titoli di coda rivela poi la successiva conversione di Moravec al nazismo tedesco. L'episodio suggerisce un'ambivalenza tra l'orgoglio nazionale genuino e quello patologico, anche grazie all'interpretazione di Landa, un noto e controverso nazionalista ceco.

## Opere
- Emanuel Moravec, Obrana státu ("Difesa nazionale"), Praga: Svaz čs. důstojnictva, 1936.[34]
- Emanuel Moravec, Válečné možnosti ve střední Evropě a válka v Habeši ("Capacità militari in Europa centrale e guerra di Abissinia"), Praga, Svaz čs. důstojnictva, 1936.
- Emanuel Moravec, Válečné možnosti ve střední Evropě a válka v Habeši ("Capacità militari nell'Europa centrale e nella guerra d'Abissinia"), Praga, Orbis Verlag, 1939.
- Emanuel Moravec, Děje a bludy (Idee e delusioni), Praga, Orbis Verlag, 1940.
- Emanuel Moravec, O smyslu dnešní valky; cesty současné strategie (Il significato della guerra odierna), Praga, Orbis Verlag, 1941.
- Emanuel Moravec, V úloze mouřenína: Československá tragedie 1938 (Nel ruolo del moro: la tragedia cecoslovacca del 1938), Praga, Orbis Verlag, 1941.
- Emanuel Moravec, Tři roky před mikrofonem (Tre anni davanti al microfono), Praga, Orbis Verlag, 1942.
- Emanuel Moravec, Tatsachen und Irrtümer ("Fatti ed errori"), Praga, Orbis Verlag, 1942.
- Emanuel Moravec, O český zítřek (Sulla Repubblica Ceca di Domani), Praga, Orbis Verlag, 1943.